# Apeadero de Alvendre
El Apeadero de Alvendre fue una plataforma de la Línea de la Beira Alta, que servía a la localidad de Alvendre, en el distrito de Guarda, en Portugal.

## Historia
La Línea de la Beira Alta fue totalmente inaugurada el 3 de agosto de 1882, por la Companhia dos Caminhos de Ferro Portugueses de Beira Alta.